# Абдыш-Ата
«Абдыш-Ата» — киргизский футбольный клуб, представляющий город Кант. Был основан в 2000 году. С сезона-2003 беспрерывно выступает в Высшей лиге Кыргызстана. Трехкратный победитель чемпионата Кыргызстана.

## История
Клуб был основан в 2000 году и начал выступать в Северной зоне Первой лиги. В дебютном матче «Абдыш-Ата» обыграла таласский «Боо-Терек» со счётом 3:1. По итогам первого сезона заняла 2-е место, уступив столичной РУОР-«Гвардии» в решающем матче за выход Высшую лигу.
Следующий, 2002 год выдался более удачным для команды. Обыграв в важнейшем матче «Луч-Алтын-Талаа», «Абдыш-Ата» поднялась в Высшую лигу. По итогам сезона-2003 команда заняла 7-е место в таблице Северной зоны.
Перед началом сезона 2006 года главным тренером был назначен Александр Калашников, бывший игрок московских «Спартака» и «Локомотива». Специалист, ранее приводивший к чемпионству кара-суйский «Жаштык-Ак-Алтын», привёз с юга страны двух перспективных игроков: Хуршита Лутфуллаева и Бакыта Маматова. Большую роль в атаке «Абдыш-Аты» играл обладатель пушечного удара Вячеслав Прянишников.
В сезонах 2006—2009 «Абдыш-Ата» неизменно занимала 2-е место в итоговой таблице, повторив это достижение в 2014 и 2017 годах. А сезон-2018 уже в 5-й раз завершила на 3-м месте.
В 2006 году фарм-клубом «Абдыш-Аты» являлась команда «Пиво» из села Беловодское Чуйской области, позднее — команда «Наше пиво». В 2019 и 2020 годах команда «Абдыш-Ата-2 Наше» выигрывала первенство Кыргызстана среди команд Национальной лиги — второй по силе дивизион чемпионата Кыргызстана. Имелась также команда «Абдыш-Ата-99» — играла во второй (2006, 2009, 2011), первой (2010, 2015, 2016) и высшей (2007, 2008) лигах.
В 2022 году «Абдыш-Ата» впервые выиграла чемпионат Кыргызстана. Получила право принять участие в Кубке АФК 2023/2024. В 2023 году защитила чемпионство и стала первым клубом из Кыргызстана, которому удалось не только выйти из группы Кубка АФК, но и дойти до полуфинала турнира. В сезоне 2024/2025 «Абдыш-Ата» вновь выиграла чемпионат и приняла участие в новом турнире, проводящемся под эгидой АФК, Лиге Вызова, но преодолеть групповой этап не смогла. В декабре 2024 года в отставку ушел главный тренер команды Ислом Ахмедов. В 2025 году команду принял черногорский специалист Владимир Вуйович, который, однако, покинул клуб еще до старта сезона. Вместо него пришел серб Иван Куртушич, также команду пополнили 10 легионеров. Но уже  апреле Куртушич расторг контракт с "Абдыш-Атой" и принял словенский клуб "Мура". Новым главным тренером стал Мирлан Эшенов, под руководством которого команда провела 5 матчей, 5 из которых выиграла с крупным счетом. Однако в июне Эшенов также ушел в отставку и принял сначала "Алгу", затем "Барс". Главным тренером "Абдыш-Аты" был назначен Хуршит Лутфуллаев.

## Достижения
Чемпионат Кыргызстана
- Чемпион (3 раза): 2022, 2023, 2024.
- Вице-чемпион (7 раз): 2006, 2007, 2008, 2009, 2014, 2017, 2021.
- Бронзовый призёр (5 раз): 2010, 2011, 2013, 2015, 2018.

Кубок Кыргызстана
- Обладатель (5 раз): 2007, 2009, 2011, 2015, 2022.
- Финалист (3 раза): 2014, 2020, 2023, 2024.

Суперкубок Кыргызстана
- Обладатель (1 раз): 2016.
- Финалист (2 раз): 2012, 2023.

Кубок Ала-Тоо
- Победитель: (3 раза): 2008, 2010, 2012.

Кубок Легенды
- Обладатель (1 раз): 2013.

## Тренеры
- Валерий Низовцев (2001 — август 2004)
- Александр Пиденич (2005, до августа)
- Рахимбек Стамкулов (2005, с августа, играющий тренер)
- Александр Калашников (2006)
- Нематжан Закиров (2007—2008)
- Джейлан Арыкан (2009—2010)
- Ислам Ахмедов (2011, до мая)
- Нематжан Закиров (май 2011 — июль 2012)[11]
- Ислам Ахмедов (2012, с июля)
- Мирлан Эшенов (2013)
- Март Ной (2013, с октября)[12]
- Мирлан Эшенов (2013—2016)[13]
- Аскар Ахметов (2017, до августа)
- Игорь Гавшин (август 2017, и. о.)
- Валерий Березовский (август 2017—2020)[14]
- Касьян, Владимир Валерьевич (2019, и. о.)
- Александр Бельдинов (2020)
- Джейлан Арыкан (2021—2023)
- Ислам Ахмедов (2023—2024)
- Владимир Вуйович (2025)
- Иван Куртушич (2025)
- Мирлан Эшенов (2025)
- Хуршит Лутфуллаев (2025-н.в.)

## Последние результаты
| Сезон | Див. | Место | Кубок      |      | Сезон | Див. | Место      | Кубок |
| ----- | ---- | ----- | ---------- | ---- | ----- | ---- | ---------- | ----- |
| 2004  | I    | 5     | 1/8 финала | 2015 | I     | 3    | Победитель |       |
| 2005  | I    | 4     | 1/4 финала | 2016 | I     | 4    | 1/2 финала |       |
| 2006  | I    | 2     | 1/4 финала | 2017 | I     | 2    | 1/2 финала |       |
| 2007  | I    | 2     | Победитель | 2018 | I     | 3    | 1/2 финала |       |
| 2008  | I    | 2     | 1/4 финала | 2019 | I     | 5    | 1/4 финала |       |
| 2009  | I    | 2     | Победитель | 2020 | I     | 4    | Финалист   |       |
| 2010  | I    | 3     | 1/2 финала | 2021 | I     | 2    | 1/4 финала |       |
| 2011  | I    | 3     | Победитель | 2022 | I     | 1    | Победитель |       |
| 2012  | I    | 5     | 1/4 финала | 2023 | I     | 1    | Финалист   |       |
| 2013  | I    | 3     | 1/2 финала | 2024 | I     | 1    | Финалист   |       |
| 2014  | I    | 2     | Финалист   | 2025 | I     |      |            |       |